# Takahira Kogorō

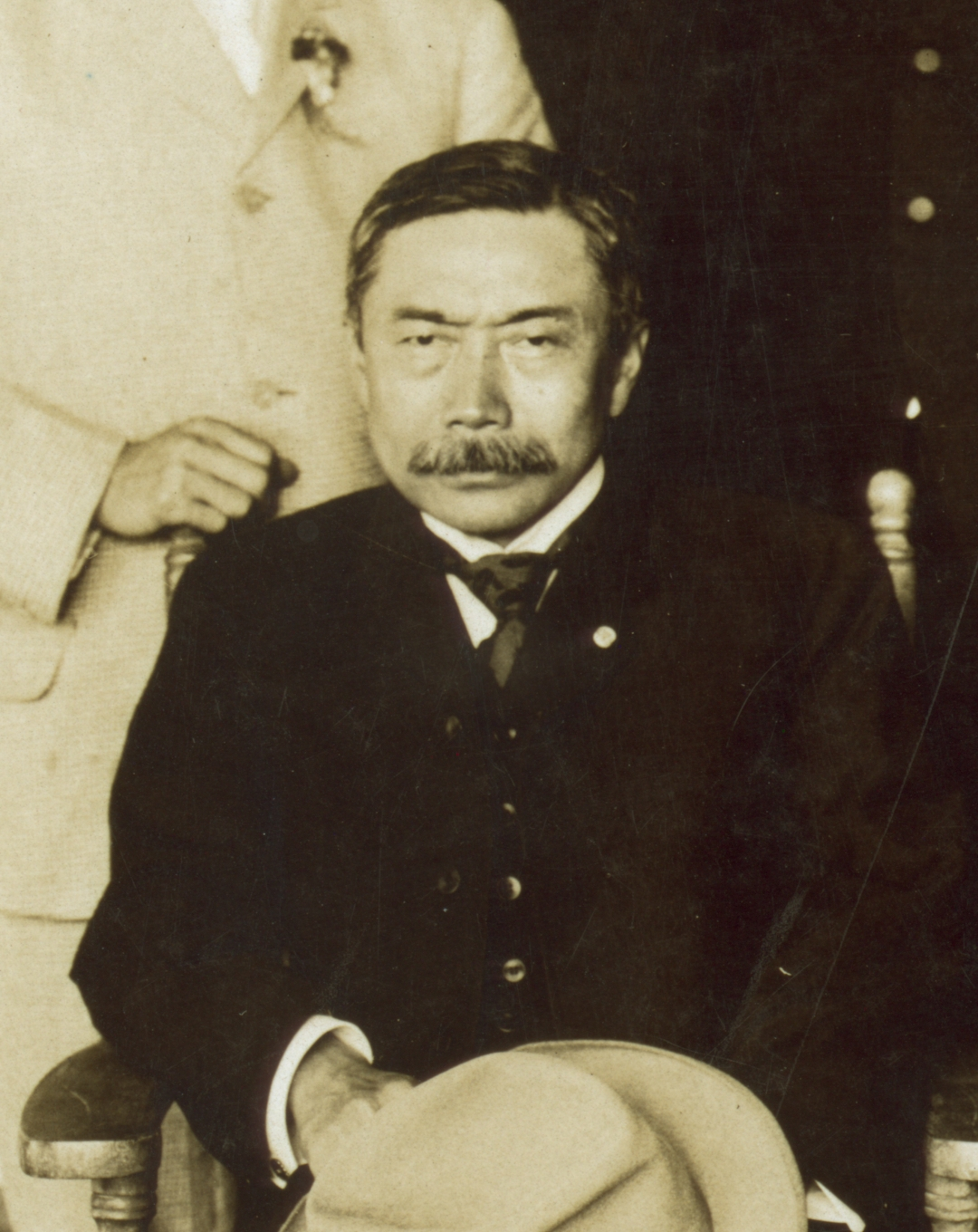
Takahira Kogorō (1905)

Danshaku Takahira Kogorō (japanisch 高平 小五郎; geboren 29. Januar 1854 in Ichinoseki (Provinz Mutsu); gestorben 28. November 1926) war ein japanischer Diplomat.

## Leben und Werk
Takahira Kogorō wurde als dritter Sohn des Samurai des Ichonoseki-Han Tazaki (田崎) geboren. Er wurde dann von der Familie Takahira adoptiert. 1873 schloss er seinen Studienabschluss an der „Kaisei gakkō“ (開成学校), einer Vorläufereinrichtungen der Universität Tokio, ab. 1876 trat er in das Außenministerium ein. Er arbeitete 1894 als Botschafter in Italien und 1895 in Österreich, wurde 1899 Vize-Außenminister. 1900 wurde er Botschafter in den USA und wirkte bei der Verabschiedung des Vertrags von Portsmouth 1905 mit. 1908 unterschrieb er das Root-Takahira-Abkommen, das den Status quo im Pazifik festlegte und gleiche wirtschaftliche Möglichkeiten beider Staaten gegenüber China garantierte.
Von 1917 bis zu seinem Tode 1926 war Takahira Mitglied des Oberhauses des Parlaments.

## Fotos

Komura und Takahira verlassen ihr Hotel
Vertrag von Porthmouth
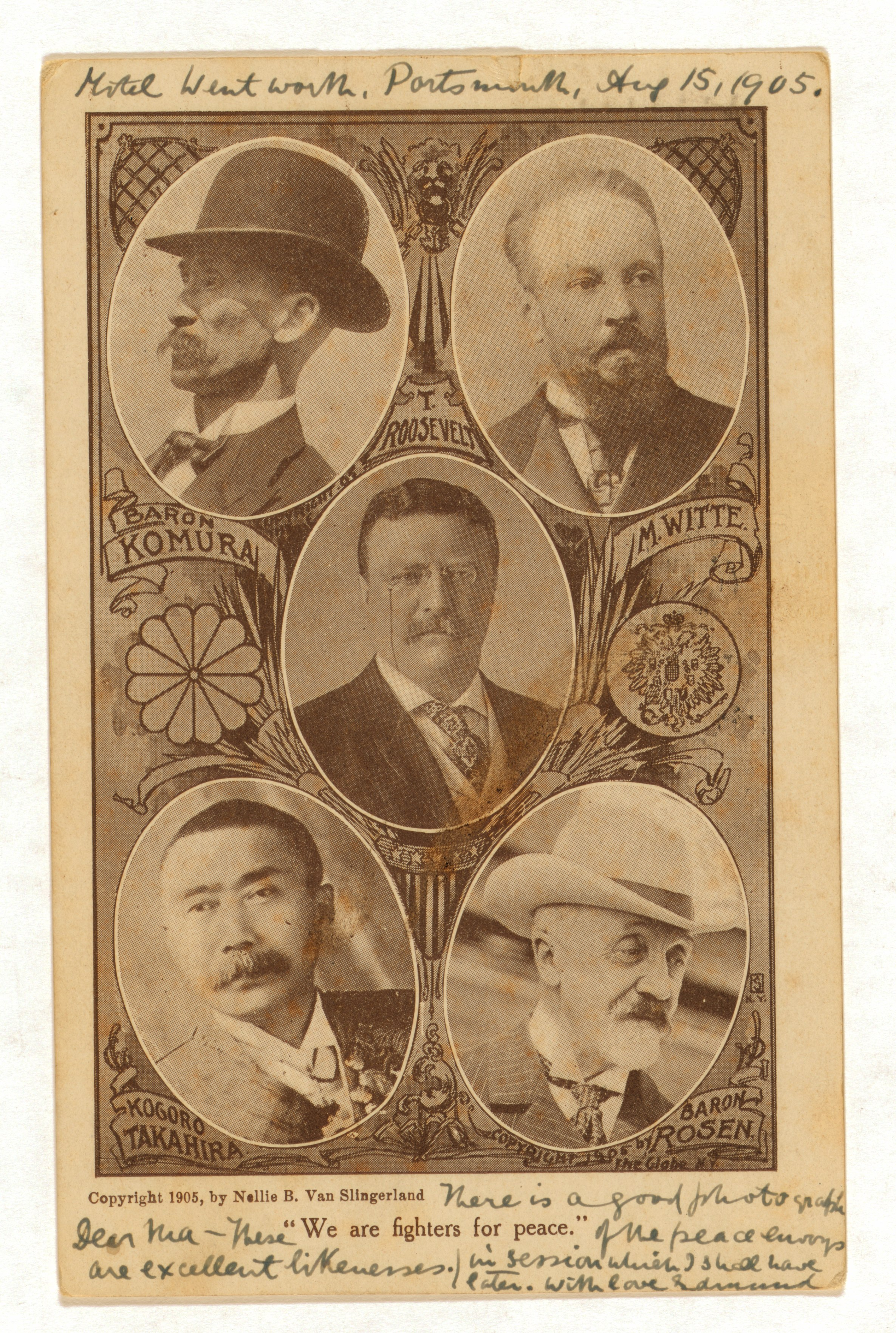
Die Hauptpersonen der Konferenz
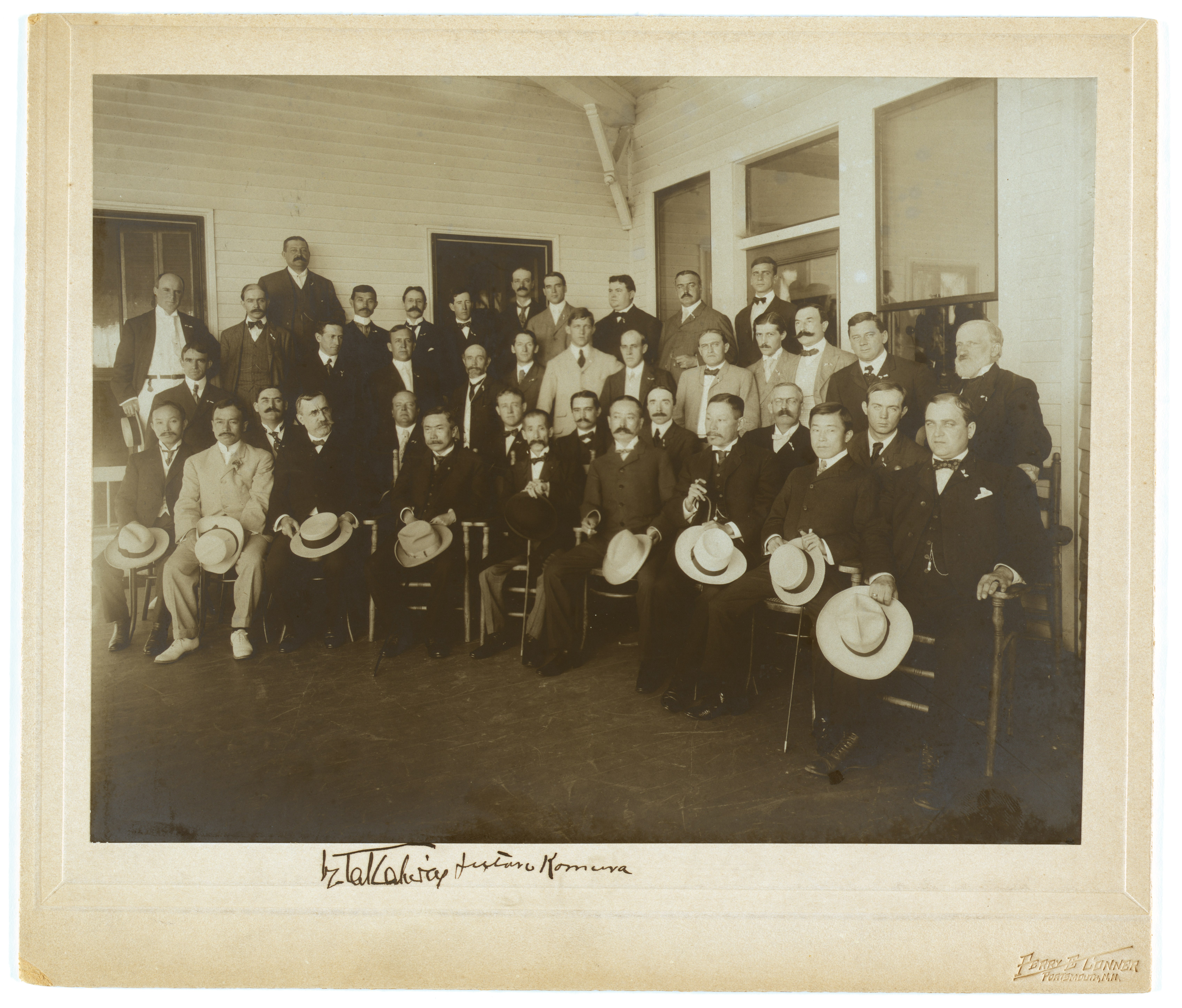
Porthmouth, Pressetreffen
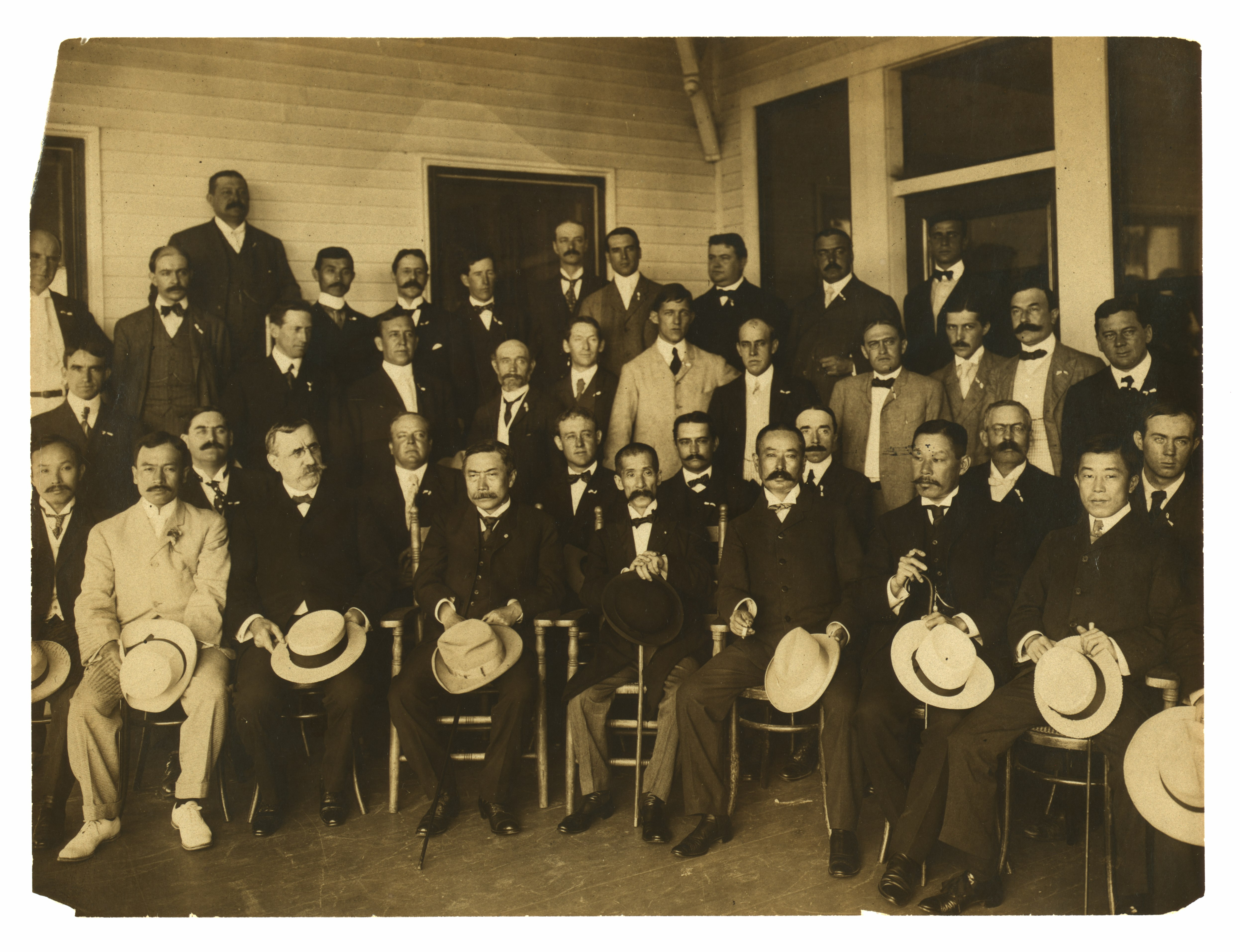
Komura und Takahira, mit Zeitungsleuten
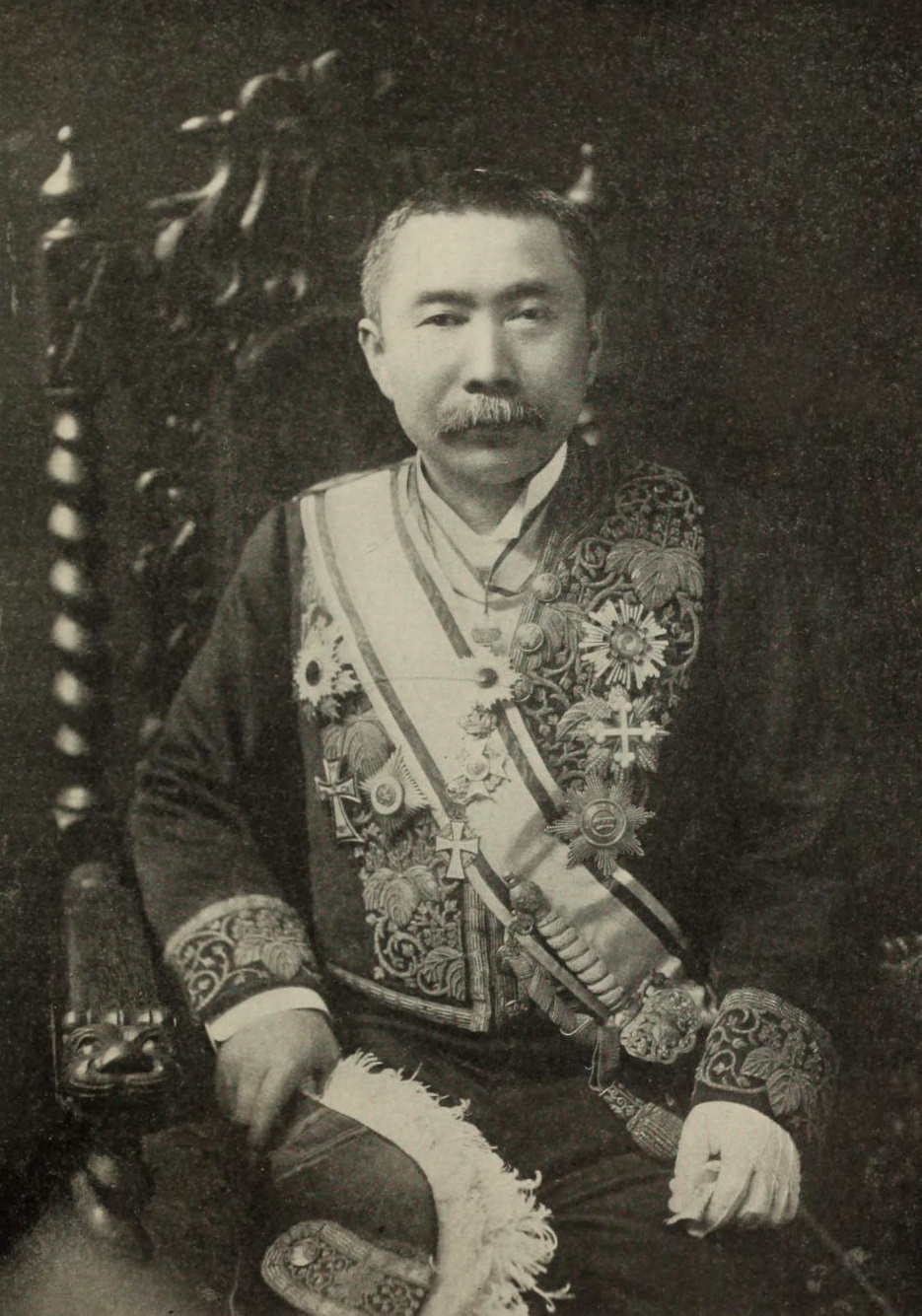
Takahira Kogoro